# Bosce
Bosce en serbe latin et Boscë en albanais (en serbe cyrillique : Босце) est une localité du Kosovo située dans la commune/municipalité de Kamenicë/Kosovska Kamenica, district de Gjilan/Gnjilane (Kosovo) ou district de Kosovo-Pomoravlje (Serbie). Selon le recensement kosovar de 2011, elle compte 86 habitants.

## Démographie

### Évolution historique de la population dans la localité
| 1948 | 1953 | 1961 | 1971 | 1981 | 1991 | 2011 |
| ---- | ---- | ---- | ---- | ---- | ---- | ---- |
| 322  | 328  | 344  | 320  | 287  | 266  | 86   |

|  |

### Répartition de la population par nationalités (2011)
En 2011, les Serbes représentaient 83,72 % de la population, les Roms 16,28 %.